# Torneo Supercup 2003
Il Torneo Supercup 2003 si è svolto dal 22 al 24 agosto 2003.
Gli incontri si sono svolti nell'impianto Volkswagenhalle, sito nella città di Braunschweig.

## Squadre partecipanti
1. Croazia
2. Francia
3. Germania
4. Svezia

## Risultati
| Braunschweig 22 agosto 2003 | Croazia | 87 – 94 (d.1t.s.) | Francia | Volkswagenhalle |

| Braunschweig 22 agosto 2003 | Germania | 78 – 54 | Svezia | Volkswagenhalle |

| Braunschweig 23 agosto 2003 | Francia | 108 – 68 | Svezia | Volkswagenhalle |

| Braunschweig 23 agosto 2003 | Germania | 91 – 84 | Croazia | Volkswagenhalle |

| Braunschweig 24 agosto 2003 | Svezia | 69 – 84 | Croazia | Volkswagenhalle |

| Braunschweig 24 agosto 2003 | Germania | 68 – 76 | Francia | Volkswagenhalle |

## Classifica
| -  | Team     | PT |
| -- | -------- | -- |
| 1. | Francia  | 6  |
| 2. | Germania | 4  |
| 3. | Croazia  | 2  |
| 4. | Svezia   | 0  |